# Mirre Knaven
Mirre Knaven (* 18. August 2004) ist eine niederländische Radrennfahrerin, die auf der Straße aktiv ist.

## Sportlicher Werdegang
Ihre sportliche Laufbahn begann Knaven im Radsportteam ihrer Eltern. Anfangs auf der Straße und im Cyclocross aktiv, blieb sie ohne zählbaren Erfolg, erreichte aber mehrfach das Podium. Zur Saison 2023 wurde sie Mitglied im damaligen AG Insurance-NXTG U23 Team. Bereits in ihrer ersten Saison in der U23 kam sie mehrfach unter die Top 10, unter anderem als Dritte beim Grote Prijs Eco-Struct und Fünfte bei der Trofee Maarten Wynants. 2024 erzielte sie mit dem Gewinn der zweiten Etappen der Gracia Orlová ihren ersten Sieg bei einem UCI-Rennen, mit dem Gewinn der Königsetappe der Rundfahrt legte sie auch den Grundstein für den zweiten Platz in der Gesamtwertung. Wenige Wochen später folgte ein zweiter Etappenerfolg bei der Tour de Feminin.
Noch im Verlauf der Saison 2024 wechselte Knaven zum US-amerikanischen Team EF-Oatly-Cannondale, wo sie bereits einen Tag nach dem Wechsel ihren ersten Einsatz bei der Thüringen Ladies Tour hatte.

## Familie
Mire Knaven ist die Tochter der ehemaligen niederländischen Radrennfahrer Servais Knaven und Natascha den Ouden, Gründer und Manager des AG Insurance-Soudal Teams und der dazugehörigen U23- und U19-Teams. Ihre älteren Schwestern Britt (* 2000) und Senne (* 2003) waren bis zum Ende der Saison 2023, ihre jüngere Schwester Fee (* 2006) ist noch im Radsportteam ihrer Eltern als Radrennfahrerin aktiv.

## Erfolge
2024
- eine Etappe, Punkte- und Nachwuchswertung Gracia Orlová
- eine Etappe und Bergwertung Tour de Feminin